# Aldo Grimaldi
Aldo Grimaldi (* 1942 in Catania; † 5. August 1990 in Rom) war ein italienischer Filmregisseur und Drehbuchautor.

## Leben
Grimaldi kam als Sohn des Regisseurs Gianni Grimaldi früh mit der Filmszene in Kontakt und wirkte seit 1962 als Regieassistent bei Genrefilmen, oftmals bei seinem Vater oder musikalischen Komödien von Ettore M. Fizzarotti. Diese Art Filme, oft mit Al Bano und Romina Power als Protagonisten, prägten auch seine ersten Arbeiten als verantwortlicher Regisseur; später wandte er sich anderen Filmen ohne künstlerischen Ambitionen wie z. B. Sexy Comedies zu. Auch als Drehbuchautor war er für andere Regisseure 1972 und im Folgejehr tätig. Er starb mit 48 Jahren an einer unheilbaren Krankheit.

## Filmografie (Auswahl)

### Regisseur
- 1970: Zwei Trottel als Revolverhelden (Franco e Ciccio sul sentiero di guerra)
- 1972: Der Pfaffenspiegel (Quando le donne si chiamavano madonne) (& Drehbuch)
- 1979: Engel sind nackt am schönsten (Amanti miei) (& Drehbuch)
- 1981: Die Mausefalle im Stundenhotel (Le cameriera seduce i villegianti)